# 티사메노스 (테베의 왕)
티사메노스는 테베의 왕으로, 그는 테르산드로스(Θέρσανδρος)와 데모나사의 아들이었다. 데모나사는 암피아라오스의 딸이었다. 테르산드로스가 트로이 전쟁 중 미시아에서 죽을 때 페넬레우스는 어린 티사메노스를 위해 섭정을 하였다. 그의 치세는 거의 알려져 있지 않으며 그는 그의 아들 아우테시온에 의해 계승되었다.